# Осуга (приток Тверцы)
Осу́га — река в Тверской области, на северо-западе России, приток Тверцы.
Длина — 167 км, площадь бассейна — 2410 км², средний расход воды в устье — 17,9 м³/с. Принадлежит к бассейну Волги, крупнейший населённый пункт — город Кувшиново.
Исток Осуги находится на юго-восточных склонах Цнинской возвышенности (отроге Валдайской возвышенности).
В верхнем течении от истока до Кувшиново русло реки извилистое, ширина 5—10 метров. На этом участке река протекает два водохранилища — Тарасковское и Нижненегочанское (в черте города Кувшиново, основная запруда на притоке Осуги — реке Негочь).
В среднем течении от Кувшиново до моста автомобильной дороги Торжок — Осташков ширина реки увеличивается до 30—40 метров, появляются перекаты и камни в русле.
В нижнем течении ширина реки по-прежнему составляет около 40 метров, на всём протяжении участка на реке встречаются каменистые перекаты и около десятка полуразрушенных плотин, остатки водяных мельниц, как на самой реке, так и на впадающих в неё ручьях. Последняя плотина находится всего в нескольких сотнях метров от впадения в Тверцу.
Широко используется туристами для сплава, в том числе и как начало маршрута по Тверце.
В 28 км от Кувшиново на Осуге расположен историко-природный заповедник — усадьба Прямухино.

## Притоки
(км от устья)
- 5,3 км: Кичка (лв)
- 11 км: Поведь (лв) (длина — 99 км)
- 42 км: Таложенка (лв)
- 47 км: Райчона (пр)
- 65 км: Каменка (лв)
- 98 км: Прусовка (лв)
- 112 км: Волошня (пр)
- 133 км: Негочь (лв)
- 141 км: Озёрец (лв)

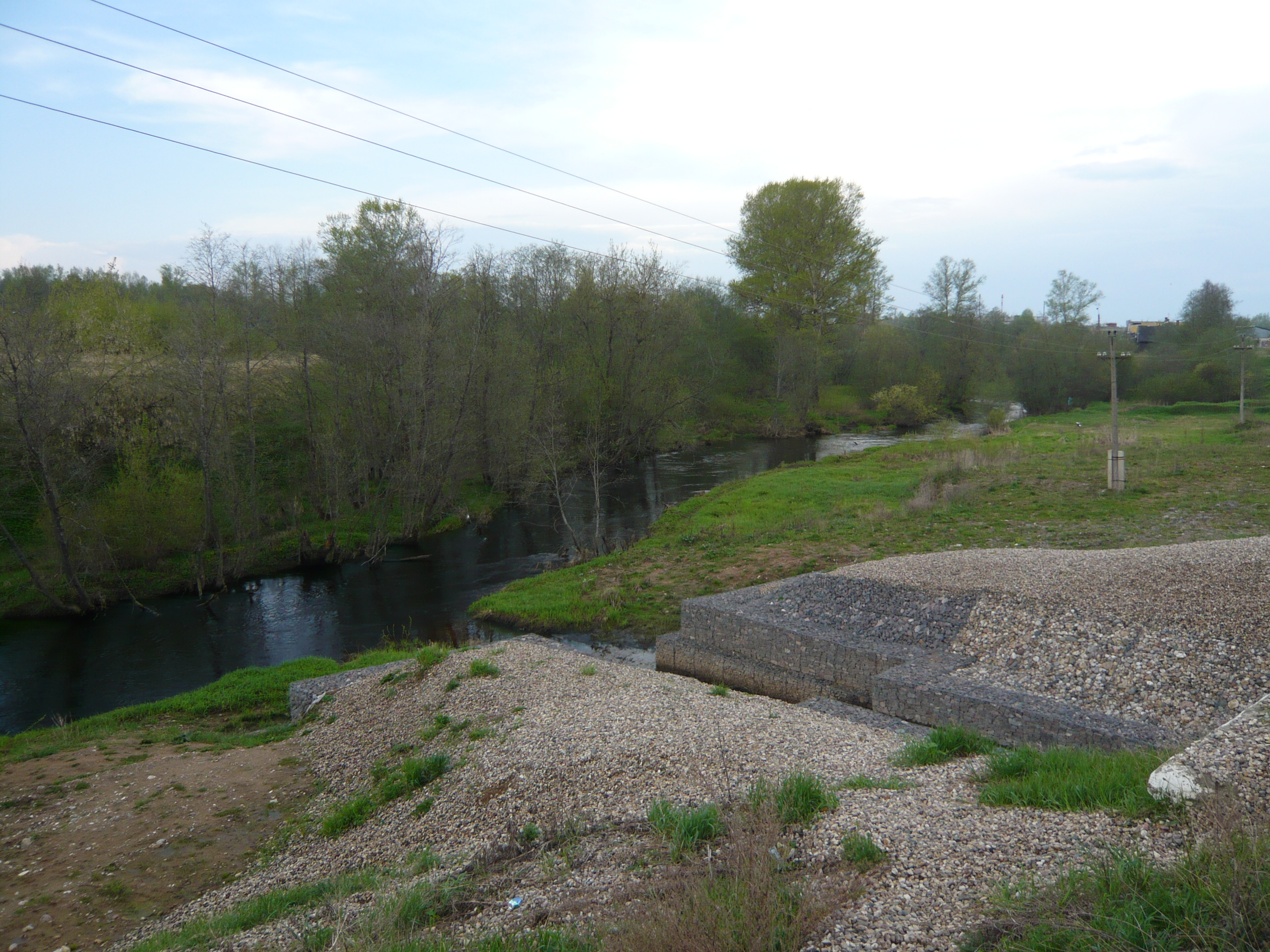
Осуга в районе железнодорожной станции Кувшиново, 2010
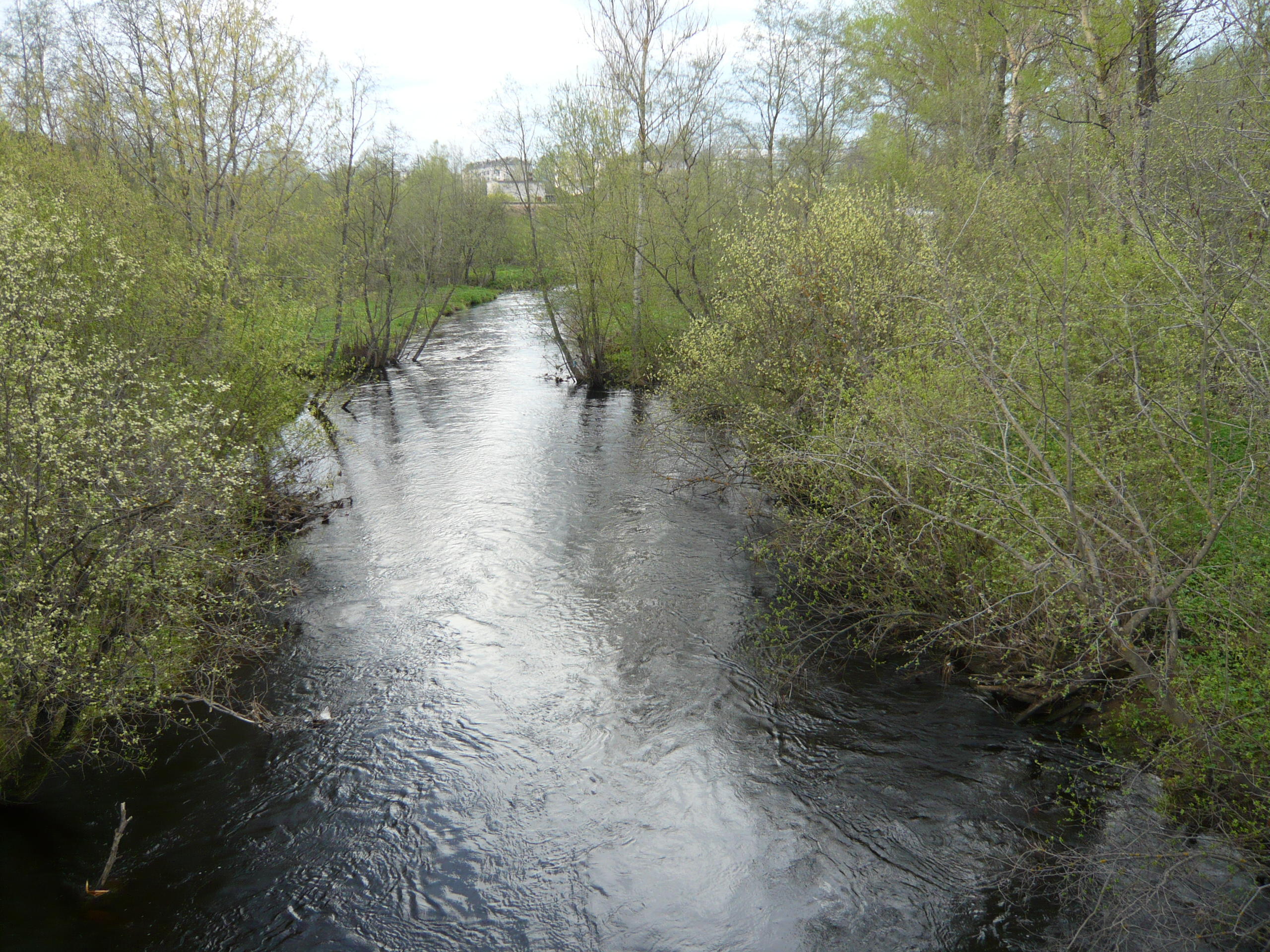
Осуга возле Кувшиново
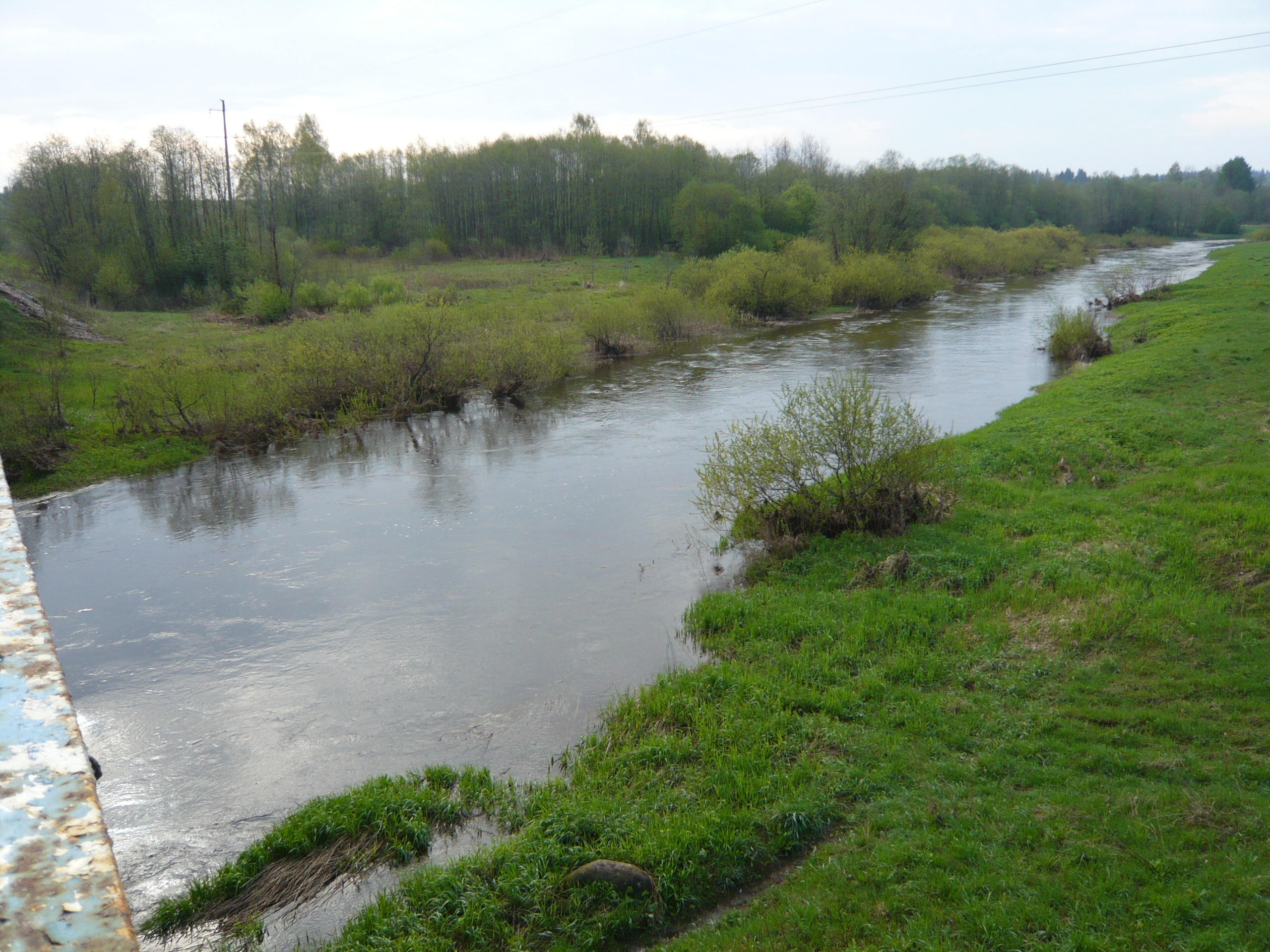
Осуга в районе села Большой Борок, около шоссе Торжок-Осташков в мае
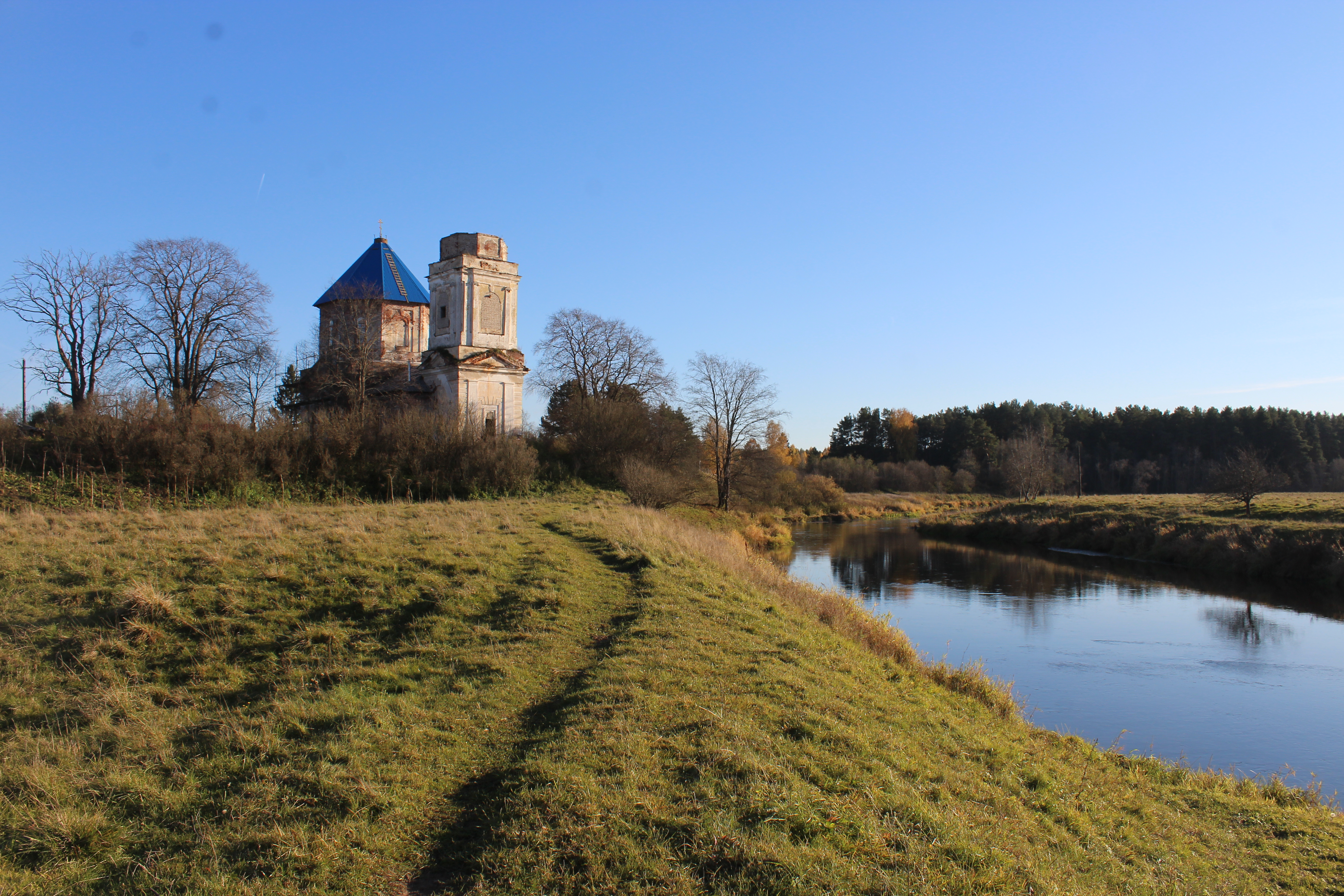
Осуга в Пятница Плот
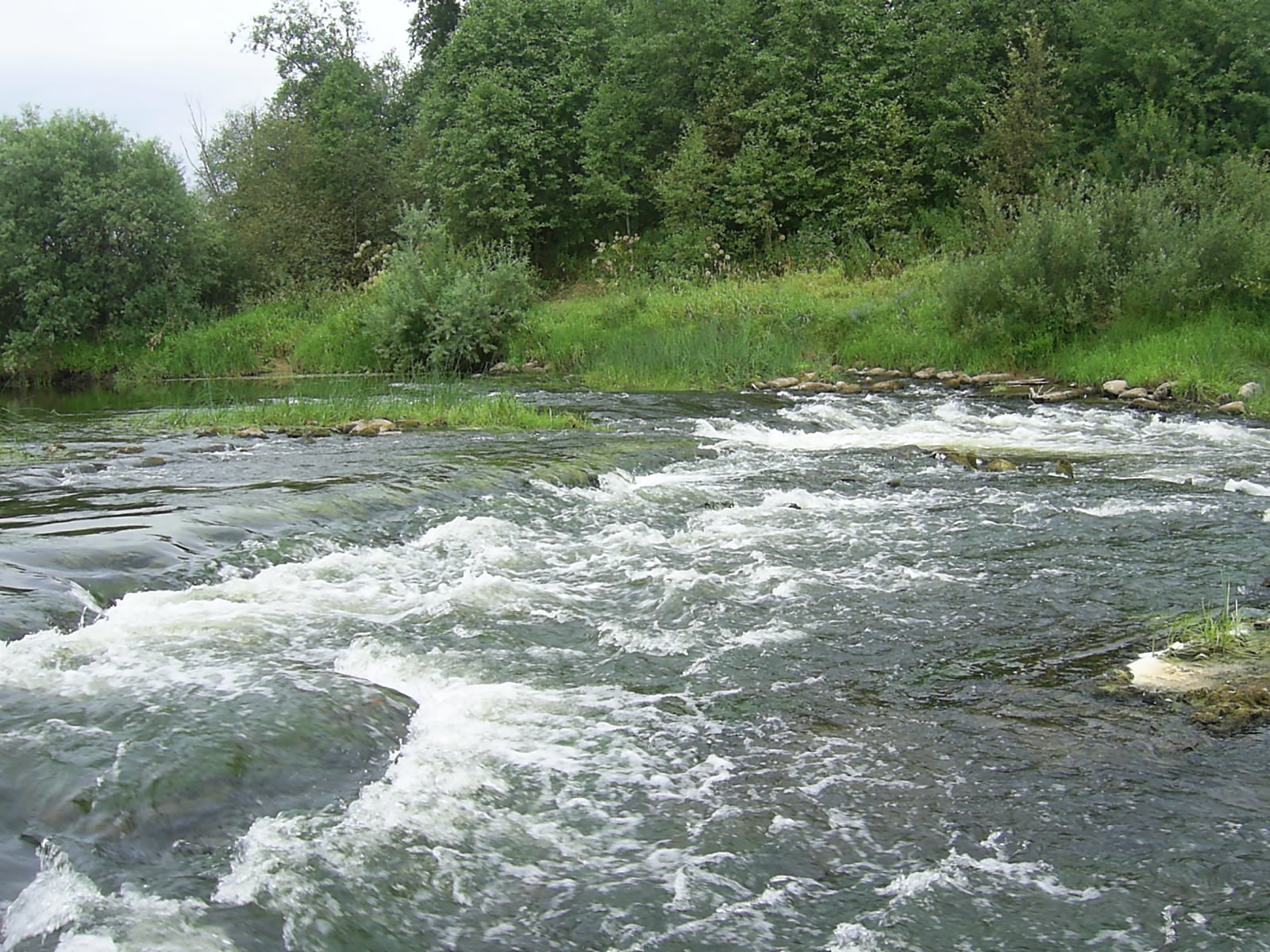
Пороги возле устья